# Brookfield, Illinois
Brookfield är en ort (village) i Cook County, i delstaten Illinois, USA. Enligt United States Census Bureau har orten en folkmängd på 19 061 invånare (2011) och en landarea på 7,9 km².